# Droga wojewódzka 614
Die Droga wojewódzka 614 (DW 614) ist eine 36 Kilometer lange Droga wojewódzka (Woiwodschaftsstraße) in der polnischen Woiwodschaft Masowien, die Myszyniec mit Chorzele verbindet. Die Strecke liegt im Powiat Ostrołęcki und im Powiat Przasnyski.

## Streckenverlauf
Woiwodschaft Masowien, Powiat Ostrołęcki
-  Myszyniec (DK 53, DW 645)
- Surowe
- Krukowo

Woiwodschaft Masowien, Powiat Przasnyski
- Zaręby
-  Chorzele (Chorzellen) (DK 57)